# قوی گردن‌سیاه
قوی گردن‌سیاه (نام علمی: Cygnus melancoryphus) گونه‌ای قو و بزرگ‌ترین پرنده آبزی بومی آمریکای جنوبی است.

## توصیف
طول بدن قوهای گردن‌سیاه بالغ میان ۱۰۲ تا ۱۲۴ سانتی‌متر است و وزنشان به ۳٫۵ تا ۶٫۷ کیلوگرم می‌رسد. سول بال‌های باز شده آن‌ها میان ۱۳۵ تا ۱۷۷ سانتی‌متر است. بدن آن‌ها پرهایی به رنگ سفید دارند که در آغاز گردن رنگ سیاه پیدا می‌کنند. گردن و سر به رنگ سیاه هستند و نوک به رنگ خاکستری. در جلوی سر زایده‌ای گوشتی قرار دارد و دور چشم‌ها را خط باریک سفیدرنگی می‌پوشاند که تا بالای سر ادامه پیدا می‌کند. دو جنس همانند هم هستند ولی ماده‌ها اندکی کوچک‌جثه‌تر از نرها هستند. جوجه‌ها دارای پرهای خاکستری‌رنگ با نوک و پاهای سیاهند.

## گستره و پراکندگی
قوی گردن‌سیاه، که کوچک‌ترین جثه را در میان دیگر اعضای سرده خود دارد، در مرداب‌ها و کرانه دریاچه‌ها در جنوب آمریکای جنوبی یافت می‌شود. این پرنده در مرز جنوبی شیلی، پاتاگونیا، تیرا دل فوئگو، و جزایر فالکلند تخم‌گذاری می‌کند. در زمستان، این پرنده به مناطق شمالی در پاراگوئه و جنوب برزیل مهاجرت می‌کند.

## نگارخانه

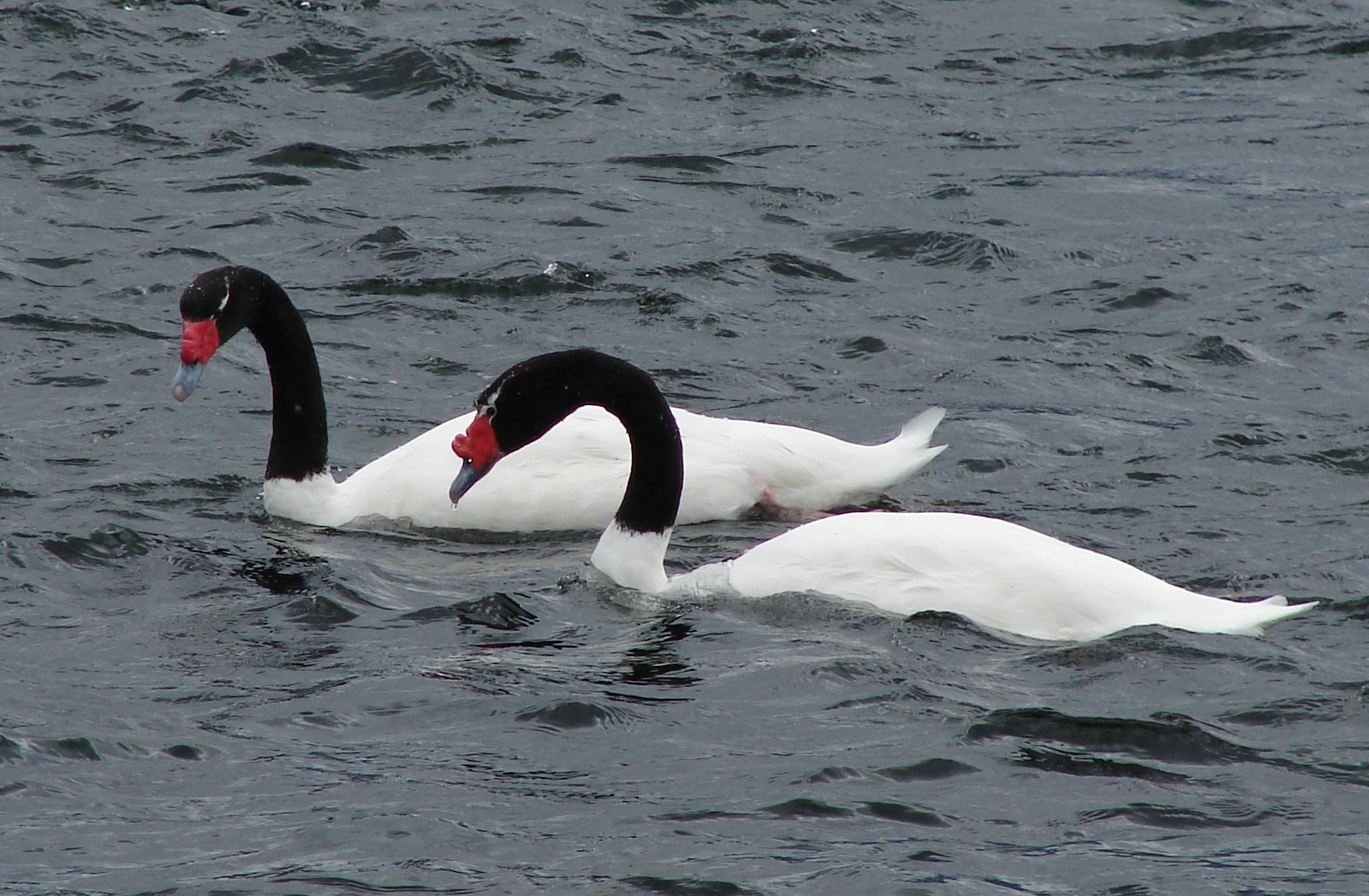
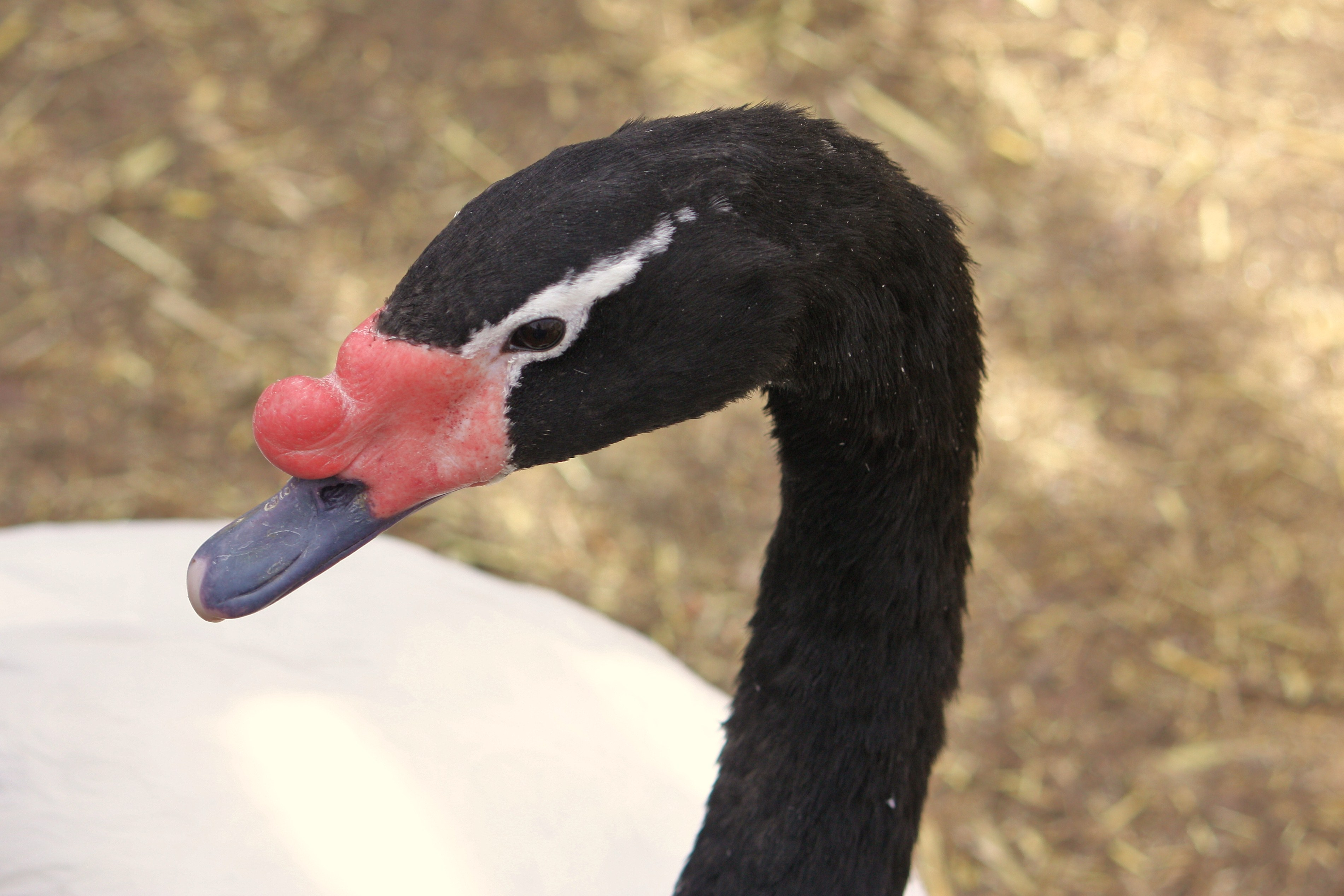
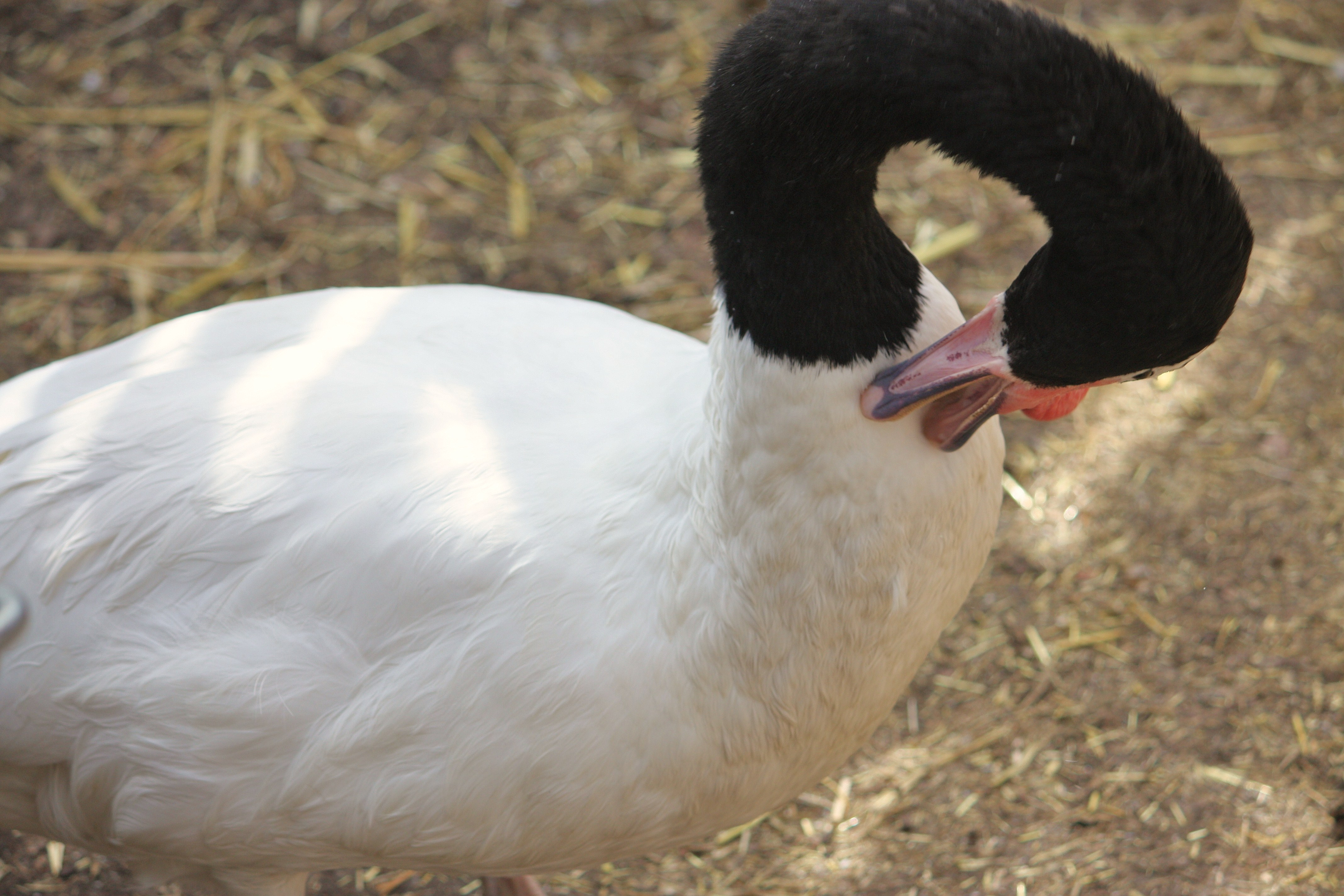
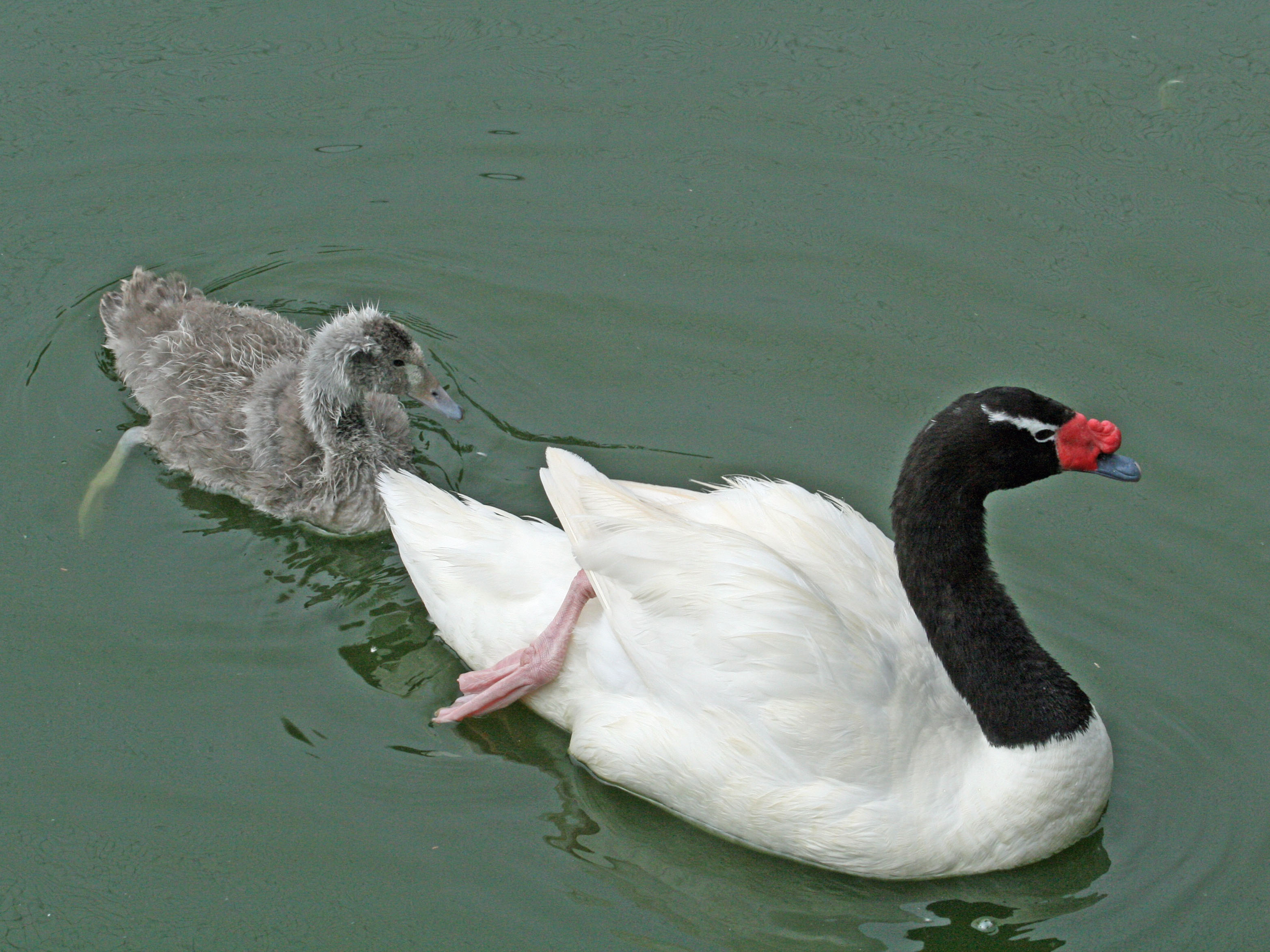
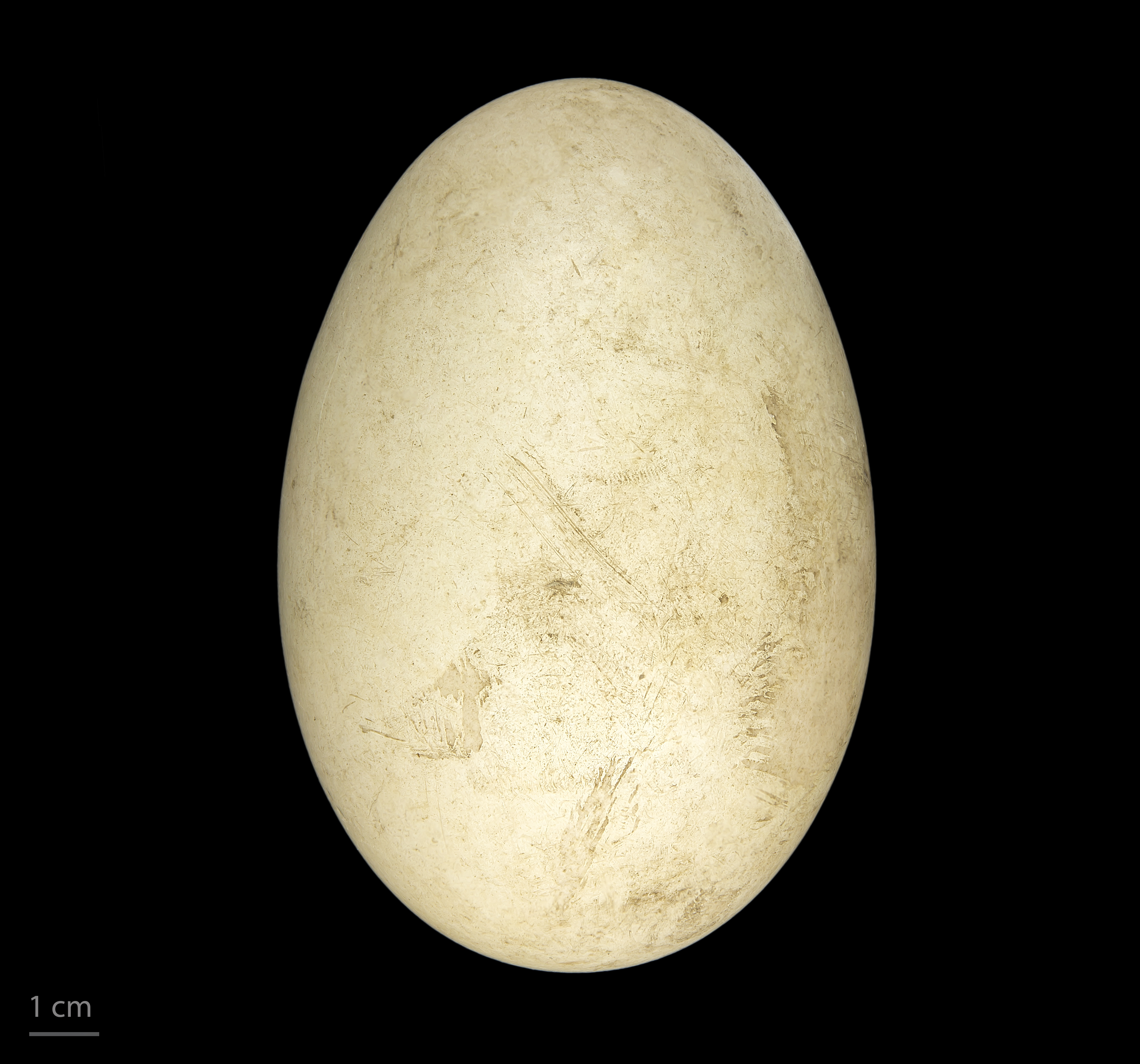
Museum specimen